# Декоративність гірських порід
Декоративність гірських порід (pjc. декоративность горных пород, англ. decorativity of rocks, нім. Dekorativität f vom Gestein, Dekoratieren n der Gesteine) — складна сукупність художньо-естетичних якостей поверхні породи, що характеризується кольором, малюнком, структурою, просвічуваністю, відбивною здатністю після полірування.
За оцінкою декоративності породи поділяються на 4 класи:
- високодекоративні,
- декоративні,
- малодекоративні та
- недекоративні.